# Echanella albibasalis
Echanella albibasalis är en fjärilsart som beskrevs av Holland. Echanella albibasalis ingår i släktet Echanella och familjen nattflyn. Inga underarter finns listade i Catalogue of Life.